# Pieter du Preez
Nicolas Pieter du Preez (nascido em 1979 ou 1980) é um atleta sul-africano de paratriatlo. Ele foi a primeira pessoa com quadriplegia a terminar um Ironman Triathlon em 2014. Du Preez começou a competir na Maratona de Berlim em 2008 e já foi sete vezes vencedor desde 2012. Em eventos internacionais, Du Preez competiu nos Jogos Paraolímpicos de Verão de 2012 nos 100m da prova e ganhou medalhas nos Campeonatos Mundiais de Corrida de Ciclismo da UCI de 2014 a 2018. Fora da sua carreira atlética, Du Preez trabalha na avaliação de risco como analista.

## Juventude e educação
Du Preez passou a sua infância em Randburg, na África do Sul. Formou-se com um bacharel em ciências na Universidade de Joanesburgo e completou uma licenciatura especializada em gestão de investimentos.

## Carreira
Durante a sua infância, Du Preez competiu em corrida, ciclismo e triatlo. Em 2003, ele ficou paralisado do peito para baixo depois de um acidente de trânsito. Du Preez retornou ao desporto em 2005 ao competir em rugby em cadeira de rodas. Ele retomou a sua carreira de atletismo quando correu na Maratona de Berlim de 2008 no evento T51. Em Berlim, Du Preez ganhou o seu primeiro título em 2012 e reteve títulos consecutivos de 2012 a 2018.
Em outros eventos desportivos, Du Preez ganhou uma medalha de prata nos 200m e uma de bronze nos 100m no Campeonato Mundial de Atletismo de 2011. No ano seguinte, Du Preez ficou em 6º lugar durante o evento masculino de 100 metros T51 nas Paraolimpíadas de Verão de 2012. Após a sua performance paraolímpica, Du Preez quebrou o recorde mundial de 10.000 m em competições de cadeira de rodas em 2015. Nesse mesmo ano, ele também estabeleceu novos recordes desportivos africanos em 200 m, 1.500 me 10.000 m.
No ciclismo, Du Preez ganhou várias medalhas de ouro e prata no Campeonato Mundial de Ciclismo ParaCiclo da UCI. As suas primeiras medalhas foram em 2014, onde ele foi o segundo no contra-relógio e venceu o evento de corrida de estrada. No ano seguinte, Du Preez venceu os eventos de contra-relógio e corrida de estrada em 2015. Em 2017, Du Preez ganhou o ouro em contra-relógio e prata na corrida de estrada. Em 2018, ele ganhou uma medalha de prata nos eventos de corridas e contra-relógio. Em 2021, conquistou o ouro no contrarrelógio H1 em estrada nos Jogos Paralímpicos de 2020.
Durante a sua carreira no triatlo, Du Preez foi a primeira pessoa com tetraplegia a completar um Triathlon Ironman em 2013. Em 2018, ele participou no Ironman 70.3 World Championships. Fora do atletismo, Du Preez é analista de avaliação de risco.

## Prémios e honras
Em 2016, Du Preez foi nomeado para o Laureus World Sports Award para o desportista do ano com uma deficiência.